# КК Ринасчита баскет Римини
КК Ринасчита баскет Римини, раније позната као Баскет Римини или Римини Крабс, је италијански кошаркашки клуб из Риминија. Тренутно наступа у другом италијанском шампионату.

## Историја
Тим је основан 1947. године као кошаркашки део Polisportiva Libertas Rimini. Током 1970-их, екипа је наступала под називом Баскет Римини и по први пут стигла до Серије А2 (италијанска друга лига).
Године 1984. Баскет Римини је стигао до Серије А1, највишег ранга италијанске кошарке. Најбољи резултат остварио је у Серији А1 у сезони 1985/86, када је освојио 8. место. Клуб се два пута квалификовао за Куп Радивоја Кораћа, и то у сезонама 1998/99. и 1999/00. У 2001. години клуб је испао у Легадуе, а исте године је додао и службени надимак Крабови на своје име.
Године 2011. Крабови су искључени из Легадуе због финансијских проблема, па је клуб поново започео из Divisione Nazionale B, што је четврти италијански ранг.
У 2018. години основан је нови клуб под називом Rinascita Basket Rimini (РБР), који је 2020. године преузео историјски спортски наслов Крабова. Након што је започео из Серије Ц и био промовисан у Серију Б након само једне године, РБР наступа у Серији А2 од сезоне 2022/23.
Неке од клупских младих екипа освојиле су титуле националног првака у 1980-им и 1990-им. Такође, Карлтон Мајерс, један од најбољих италијанских кошаркаша, започео је своју каријеру у Риминију.

## Познатији играчи
- Карлтон Мајерс
- Рајко Жижић
- Омар Томас
- Душан Вукчевић